# Grevarna av Celje
Grevarna av Celje, Cilli eller celjeätten var från mitten av 1300-talet och cirka hundra år framåt de mest inflytelserika och mäktigaste feodalherrarna i dåtidens Centraleuropa (1341-1436). Ursprungligen kom de från slottet i Žovnek, Savinja (nuvarande Slovenien). Genom strategiska giftermål och olika arvsavtal kom släkten att äga stora egendomar i nuvarande Slovenien, Kroatien och Österrike, bl.a. Celje med dess omgivning.
År 1341 tilldelades Friderik I den ärftliga titeln ”Grauff von Zilli” av den tyskromerska kejsaren Ludvig IV av Bayern. Friderik erkände till en början habsburgarna som feodalherrar men i takt med att Celjegrevarnas inflytande ökade blev de istället rivaler. 
Frideriks söner; Ulrik I och Herman I styrde landet tillsammans fram till Ulriks död 1368. Därefter regerade Herman I en tid tillsammans med Ulriks son, Viljem Celjski.
En framträdande medlem av Celjeätten var Hermann II (född ca 1365, död 1435), son till Herman I. Vid ett avgörande fältslag mot turkarna i Slaget vid Nikopolis 1396, räddade Herman II livet på den tyskromerska kejsaren Sigismund av Ungern. Som tack förlänade kejsaren honom titeln ”rikets adelsman” och gav honom stora egendomar i Kroatien, bland annat staden Varaždin och grevskapet Zagorje. I och med detta upphörde Celjeättens vasallförhållande till habsburgarna. Sigismund gifte sig sedermera med dottern till Herman II, Barbara av Celje, som på detta sätt kom att bli kejsarinna av det Tysk-romerska riket.
År 1436 fick Friderik II (son till Herman II) den ärftliga titeln ”rikets furste” av kejsaren. Furstendömet blev självständigt och furstarna av Celje jämställdes med habsburgarna. Celjefurstarna präglade egna mynt med det trestjärniga vapnet på. Fursteutnämningen föll dock inte i god jord hos habsburgarna som anföll samma år. Kriget mellan Celjefurstarna och habsburgarna pågick i sju år och slutade med att habsburgarna besegrades 1443 och erkände Celjefurstarnas utnämning. Ett ömsesidigt arvsavtal ingicks där det slogs fast att släkterna ärvde varandra i det fall att den manliga linjen i en ätt dog ut. Detta kom att visa sig vara ödesdigert för Celjefurstarna.
Ulrik II, son till Friderik II, var under en tid målsman för den minderårige Ladislaus V av Ungern, hertig av Österrike och högste representant av habsburgarna och regerade i dennes ställe. I och med detta engagemang ådrog sig Ulrik II många fiender och när han åtföljde kungen vid ett besök i Belgrad 1456, mördades han av en ung ungersk adelsman, Hunjadi. I och med Ulrik II:s död dog Celjeätten ut och landet gick i arv till habsburgarna.